# Lacanobia histrio
Lacanobia histrio är en fjärilsart som beskrevs av Göze 1781. Lacanobia histrio ingår i släktet Lacanobia och familjen nattflyn. Inga underarter finns listade i Catalogue of Life.